# La Esperanza (1839-1840)
La Esperanza fue un semanario editado en la ciudad española de Madrid entre 1839 y 1840.

## Historia
Editado en Madrid entre 1839 y 1840 con el subtítulo «periódico literario», fue impreso en la imprenta de la Compañía Tipográfica, además de en la imprenta de Yenes, en la de Cruz González y en la de V. de Lalama. Tenía 8 páginas y aparecía los domingos. Incluía grabados y litografías. Su primer número apareció el 7 de abril de 1839, con unas dimensiones de 0,175 x 0,127 m. El 26 de enero de 1840 cambió de empresa y redacción, y desde el 22 de marzo fue disminuyendo sus dimensiones, hasta el último número, que medía 0,159 x 0,115 m, y que se publicó el 31 de mayo de 1840. Manifestó en sus páginas que «El objeto exclusivo del periódico La Esperanza, es propagar en todas las clases de la sociedad la afición a la lectura».